# Eckbolsheim
Eckbolsheim je občina v departmaju Bas-Rhin francoske regije Alzacija.
Leta 2011 je v občini živelo 6.514 oseb oz. 1.220 oseb/km².